# Żarna niebios
Żarna niebios – polski zbiór opowiadań z gatunku angel fantasy autorstwa Mai Lidii Kossakowskiej.  Po raz pierwszy został wydany w 2008 nakładem wydawnictwa Fabryka Słów. Część z opowiadań ukazała się w 2003 w zbiorze Obrońcy królestwa, który ukazał się nakładem wydawnictwa Runa. Książka pod względem wydarzeń w niej zawartych jest chronologicznie pierwszym tomem serii Zastępy anielskie. 
Wznowienie książki ukazało się w 2014. 

## Zawarte opowiadania
- Światło w tunelu
- Dopuszczalne straty
- Sól na pastwiskach niebieskich
- Zobaczyć czerwień
- Kosz na śmierci
- Smuga krwi
- Żarna niebios – w 2001 nominowane do Nagrody im. Janusza A. Zajdla[4]
- Wieża zapałek
- Gringo
- Beznogi tancerz – w 2000 nominowane do Nagrody im. Janusza A. Zajdla[4]